# Il colore del male
Il colore del male (The Dark Descent) è un'antologia di racconti horror di vari autori curata da David G. Hartwell nel 1987.

## Titoli
- Introduzione, di David G. Hartwell

### Parte I - Il colore del male
- Lo stretto (The Reach, 1981), di Stephen King
traduzione di Susanna Molinari
- Il frassino (The Ash-Tree, 1904), di M.R. James
traduzione di Grazia Alineri
- La nuova madre (The New Mother, 1987), di Lucy Clifford
traduzione di Stefania Grandi e Elisabetta Svaluto
- C'è una lunga, lunga strada tortuosa (There's a Long, Long Trail A-Winding, 1977), di Russell Kirk
traduzione di Adria Tissoni
- Il richiamo di Cthulhu (The Call of Cthulhu, 1928), di Howard Phillips Lovecraft
traduzione di Elena Colombetta
- Gente d'estate (The Summer People, 1987), di Shirley Jackson
traduzione di Grazia Alineri
- Il giovane Goodman Brown (Young Goodman Brown, 1835), di Nathaniel Hawthorne
traduzione di Grazia Alineri
- Il signor giudice di giustizia Harbottle (Mr. Justice Harbottle, 1872), di J. Sheridan Le Fanu
traduzione di Grazia Alineri
- La folla (The Crowd, 1943), di Ray Bradbury
traduzione di Grazia Alineri
- L'autopsia (The Autopsy, 1980), di Michael Shea
traduzione di Grazia Alineri
- Il matrimonio di John Charrington (John Charrington's Wedding, 1891), di Edit Nesbit
traduzione di Elisabetta Svaluto
- I graticci di legno (Sticks, 1974), di Karl Edward Wagner
traduzione di Elisabetta Svaluto
- Più forte di noi (Larger Than Oneself, 1966), di Robert Aickman
traduzione di Laura Pignatti
- L'espresso per Belsen (Belsen Express, 1975), di Fritz Leiber
traduzione di Elisabetta Svaluto
- Sinceramente tuo, Jack lo Squartatore (Yours Truly, Jack the Ripper, 1943), di Robert Bloch
traduzione di Grazia Alineri
- Se viene Damon (If Damon Comes, 1978), di Charles L. Grant
traduzione di Grazia Alineri
- Vandy, Vandy (Vandy, Vandy, 1953), di Manly Wade Wellman
traduzione di Grazia Alineri

### Parte II - Lo sguardo della Medusa
- Le spade (The Sword, 1987), di Robert Aickman
traduzione di Laura Pignatti
- Gli scarafaggi (The Roaches, 1965), di Thomas M. Disch
traduzione di Elisabetta Svaluto
- La parentesi felice (Bright Segment, 1955), di Theodore Sturgeon
traduzione di Laura Pignatti
- Terrore (Dread, 1984), di Clive Barker
traduzione di Grazia Alineri
- La rovina della Casa Usher (The Fall of the House of Usher, 1839), di Edgar Allan Poe
traduzione di Elisabetta Svaluto
- La scimmia (The Monkey, 1980), di Stephen King
traduzione di Nicoletta Spagnol
- Dentro le mura di Tiro (Within the Walls of Tyre, 1978), di Michael Bishop
traduzione di Grazia Alineri
- I ratti nei muri (The Rats in the Walls, 1924), di Howard Phillips Lovecraft
traduzione di Elisabetta Svaluto
- Il pittore Schalken (Schalken the Painter, 1839), di J. Sheridan Le Fanu
traduzione di Laura Pignatti
- La tappezzeria gialla (The Yellow Wallpaper, 1892), di Charlotte Perkins Gilman
traduzione di Laura Pignatti
- Come il professor Guildea trovò l'amore (How Love Come to Professor Guildea, 1987), di Robert Hichens
traduzione di Laura Pignatti
- Nato di uomo e di donna (Born of Man and Woman, 1950), di Richard Matheson
traduzione di Grazia Alineri
- Cara Emily (My Dear Emily, 1962), di Joanna Russ
traduzione di Grazia Alineri
- Adesso puoi andare (You Can Go Now, 1980), di Dennis Etchison
traduzione di Grazia Alineri
- Il vincitore sul cavallo a dondolo (The Rocking-horse Winner, 1926), di David Herbert Lawrence
traduzione di Laura Pignatti
- Tre giorni (Three Days, 1984), di Tanith Lee
traduzione di Adria Tissoni
- Mackintosh Willy (Mackintosh Willy, 1979), di Ramsey Campbell
traduzione di Adria Tissoni
- L'angolo allegro (The Jolly Corner, 1905), di Henry James
traduzione di Adria Tissoni

### Parte III - Una raccapricciante oscurità senza forma
- Fantasma di fumo (Smoke Ghost, 1941), di Fritz Leiber
traduzione di Laura Pignatti
- Sette notti americane (Seven American Nights, 1978), di Gene Wolfe
traduzione di Adria Tissoni
- Il segnalatore (The Signal-Man, 1866), di Charles Dickens
traduzione di Grazia Alineri
- Crouch End (Crouch End, 1980), di Stephen King
traduzione di Nicoletta Spagnol
- Lato notte (Night-Side, 1977), di Joyce Carol Oates
traduzione di Grazia Alineri
- Clara Militch (Clara Militch, 1897), di Ivan Turgenev
traduzione di Adria Tissoni
- L'aggiustareputazioni (The Repairer of Reputations, 1895), di Robert W. Chambers
traduzione di Laura Pignatti
- Che cos'era? (What Was It?, 1859), di Fitz-James O'Brien
traduzione di Elena Colombetta
- Il meraviglioso estraneo (The Beautiful Stranger, 1968), di Shirley Jackson
traduzione di Laura Pignatti
- La Cosa Maledetta (The Damned Thing, 1894), di Ambrose Bierce
traduzione di Vittorio Curtoni
- Dopo (Afterward, 1909), di Edith Wharton
traduzione di Grazia Alineri
- La costa asiatica (The Asian Shore, 1970), di Thomas M. Disch
traduzione di Adria Tissoni
- L'ospizio (The Hospice, 1975), di Robert Aickman
traduzione di Laura Pignatti
- Qualcosa per noi temponauti (A Little Something for Us Tempunauts, 1974), di Philip K. Dick
traduzione di Maurizio Nati

## Edizioni
- a cura di David G. Hartwell, Il colore del male, traduzione di vari, Armenia Editore, 2003,  p. 833, ISBN 88-344-1606-6.